# Zbigniew Ciesielski
Zbigniew Jan Ciesielski (ur. 1 października 1934 w Gdyni, zm. 5 października 2020 w Sopocie) – polski matematyk, profesor nauk matematycznych, członek rzeczywisty Polskiej Akademii Nauk. Zajmował się m.in. analizą funkcjonalną, teorią aproksymacji, teorią prawdopodobieństwa.

## Życiorys
Ukończył Szkołę Podstawową nr 6 w Gdyni-Obłużu, następnie w 1953 V Liceum Ogólnokształcące w Gdyni-Oksywiu i rozpoczął studia matematyczne na Uniwersytecie im. Adama Mickiewicza w Poznaniu, które ukończył w 1958. Tam też w 1960 obronił pracę doktorską pt. O rozwinięciach ortogonalnych prawie wszystkich funkcji w przestrzeni Wienera napisaną pod kierunkiem Władysława Orlicza. Następnie został pracownikiem Instytutu Matematycznego PAN, gdzie habilitował się w 1963. Tytuł profesora nadzwyczajnego (belwederski) otrzymał w 1969, a tytuł profesora zwyczajnego w 1974. W latach 1968–1972 był opiekunem Pracowni IM PAN w Gdańsku, a w latach 1973–1999 kierował Oddziałem Gdańskim IM PAN. Był także przewodniczącym Oddziału Gdańskiego PAN i członkiem prezydium PAN (1993–1995), w latach 1996–1998 przewodniczącym Komitetu Matematyki PAN, a w latach 1977–1989 członkiem Rady Naukowej Międzynarodowego Centrum Matematycznego im. Stefana Banacha PAN. W latach 1975–2000 był współredaktorem czasopisma Studia Mathematica. Równocześnie w latach 1967–1969 pracował w Wyższej Szkole Pedagogicznej w Gdańsku, a w latach 1970–1995 na Uniwersytecie Gdańskim.
Był promotorem w 12 przewodach doktorskich, w tym Stanisława Kwapienia i Jerzego Zabczyka.
Opublikował prace z teorii aproksymacji, m.in. dotyczące baz typu Schaudera w przestrzeniach funkcyjnych, a ponadto prace poświęcone matematycznej teorii ruchów Browna, probabilistycznej teorii potencjału oraz nieparametrycznej estymacji gęstości.
W 1974 wystąpił jako invited speaker na Międzynarodowym Kongresie Matematyków. W Vancouver w sekcji General Topology, Real and Functional Analysis; wygłosił referat Bases and Approximation by Splines.
W 1973 został członkiem korespondentem, w 1986 członkiem rzeczywistym Polskiej Akademii Nauk, a w 2001 członkiem korespondentem Polskiej Akademii Umiejętności.
W latach 1980–1983 był prezesem, a od 2004 członkiem honorowym Polskiego Towarzystwa Matematycznego. 
Od 1962 był mężem Zofii. Ojciec Bolesława i Stanisława.
Pochowany został na cmentarzu Komunalnym w Sopocie (sektor N6-7-7).

## Ordery i odznaczenia
- Krzyż Komandorski Orderu Odrodzenia Polski (16 kwietnia 1999)[8]
- Krzyż Oficerski Orderu Odrodzenia Polski (1984)
- Krzyż Kawalerski Orderu Odrodzenia Polski (1974)
- Złoty Krzyż Zasługi
- Medal 30-lecia Polski Ludowej
- Medal 40-lecia Polski Ludowej
- Medal im. Stefana Banacha (1992)
- Medal im. Wacława Sierpińskiego (2000)
- Medal im. Władysława Orlicza UAM (1994)
- Medal za Zasługi dla Uniwersytetu Adama Mickiewicza w Poznaniu (2004)

## Nagrody i wyróżnienia
- Nagroda PTM im. Stefana Banacha (1964)
- Nagroda Wydziału III Polskiej Akademii Nauk (1964)
- Nagroda Ministra Oświaty i Szkolnictwa Wyższego (1970)
- Nagrody Sekretarza Naukowego Polskiej Akademii Nauk (1971, 1976, 1982)
- Nagroda Fundacji Alfreda Jurzykowskiego (1983)
- Nagroda Państwowa I stopnia (1988, z Tadeuszem Figlem)
- Nagroda Naukowa Miasta Gdańska im. Jana Heweliusza (1996)[9]
- Nagroda Prezesa Rady Ministrów za wybitne osiągnięcia naukowe (2000)[10]
- tytuł doktora honoris causa Uniwersytetu Gdańskiego (2014)[11]